# Vignäsbodarna (naturreservat)
Vignäsbodarna är ett naturreservat i Sollefteå kommun i Västernorrlands län.
Området är naturskyddat sedan 2006 och är 20 hektar stort. Reservatet ligger öster om fäboden med detta namn och består av grandominerad naturskogsmiljö.